# Agfa Rapid

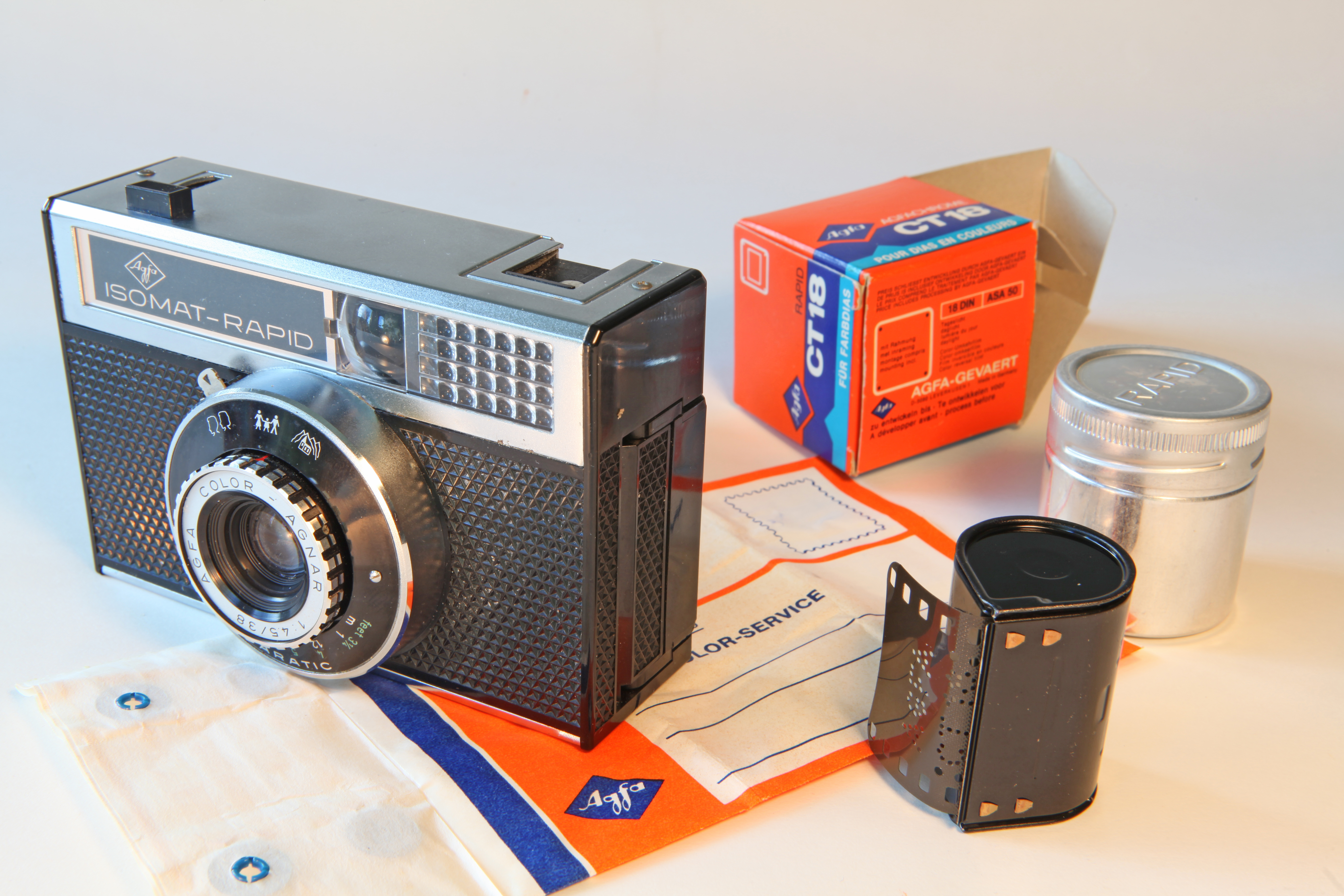
Isomat Rapid mit Umkehrfilm CT 18 Rapid

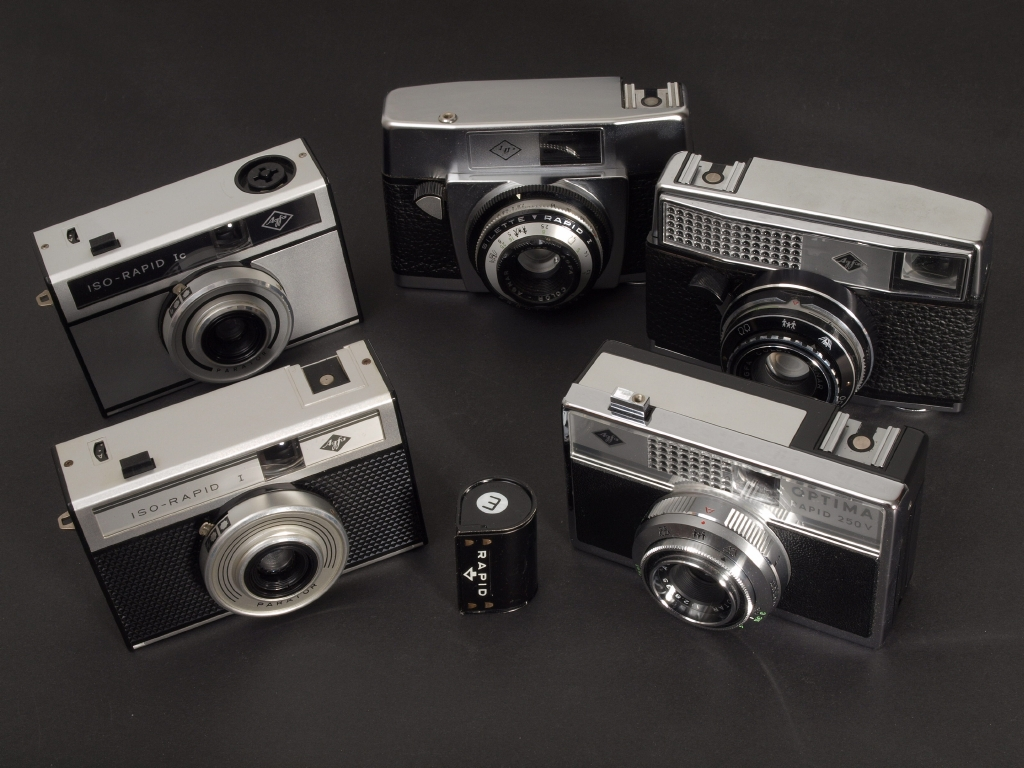
Agfa-Rapid-Kameras

Agfa Rapid ist der Name eines Kleinbild-Systems, das 1964 als Reaktion auf Kodak Instamatic eingeführt und bereits 1972 eingestellt wurde. Anfänglich gab es Kameras von mehreren Herstellern, ab Herbst 1966 nur noch von Agfa.

## Rapid-Film

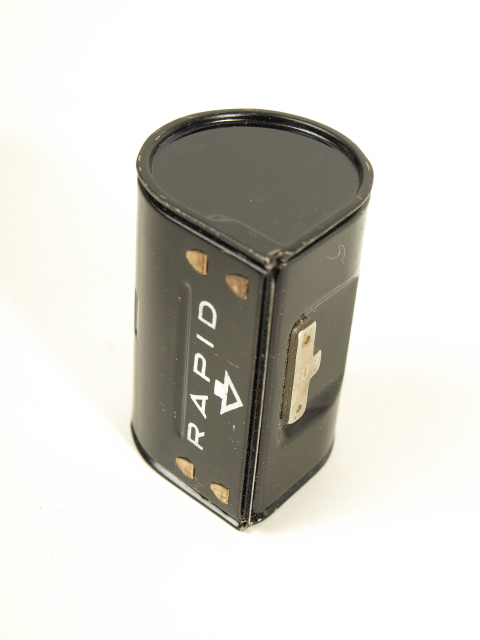
Rapid-Patrone: Die Länge der Lasche am silberfarbenen Blech rechts vom Pfeil teilt der Kamera die Filmempfindlichkeit mit

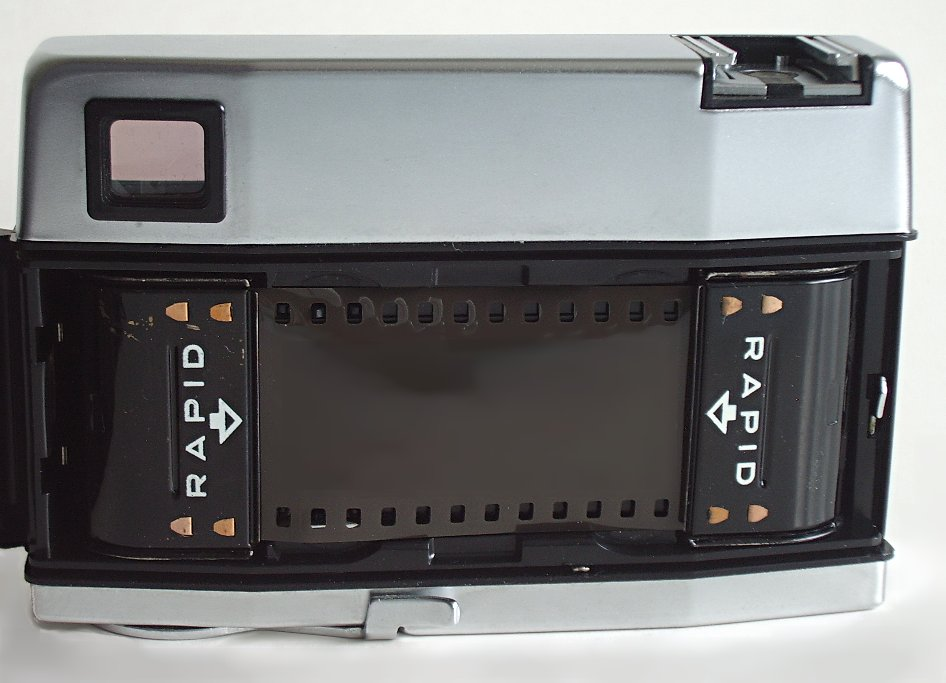
Optima Rapid 250 mit eingelegten Film.

### Karat-Patrone
Als die erste Agfa-Kleinbildkamera Karat erschien, verwendete sie eine eigens konstruierte Filmpatrone, wobei man den Film fertig konfektioniert kaufen konnte. Diese Karat-Patrone entsprach bis auf ein Detail der der Rapid-Patrone. Die Neuerung bestand darin, dass wie bei der Instamatic-Kassette die Filmempfindlichkeit abgetastet werden konnte. Hierzu war bei stehender Patrone in halber Höhe nahe der Filmöffnung ein T-förmiges Blech an die Patrone angenietet, wobei der Fuß des „T“ eine unterschiedliche Länge aufwies:
| Kennbuchstabe | ISO     | mm  |
| ------------- | ------- | --- |
| A             | 25/15°  | 0   |
| B             | 32/16°  | 0,5 |
| C             | 40/17°  | 1   |
| D             | 50/18°  | 1,5 |
| E             | 65/19°  | 2   |
| F             | 80/20°  | 2,5 |
| G             | 100/21° | 3   |
| H             | 125/22° | 3,5 |
| I             | 160/23° | 4   |
| K             | 200/24° | 4,5 |
| L             | 250/25° | 5   |
| M             | 320/26° | 5,5 |
| N             | 400/27° | 6   |

Der Kennbuchstabe war in das T-förmige Blech eingestanzt. Dieser Hinweis hatte für den Benutzer keine Bedeutung.
Rapid-Patronen waren abwärtskompatibel, konnten also in einer Karat-Kamera verwendet werden. Umgekehrt galt dies uneingeschränkt nur für Kameras ohne Belichtungsmesser. Da keine Filmempfindlichkeit abgetastet werden konnte, wurde sonst die niedrigste Empfindlichkeit eingestellt. Deswegen begann die Abtastung bei den Rapid-Kameras von Agfa erst bei ISO 50/18°: So wurde ein Karat-Film auch dann einigermaßen korrekt belichtet, wenn er höherempfindlich war. Bei einem Agfa Isopan I F 17 Rapid blieb die Kamera allerdings auf ISO 50/18° eingestellt, obwohl der Film mit C kodiert war. Filme in Karatpatronen gab es von Agfa bis zur Einführung des Rapid-Systems zu kaufen, außerdem bot Orwo sie noch an.

### Technik

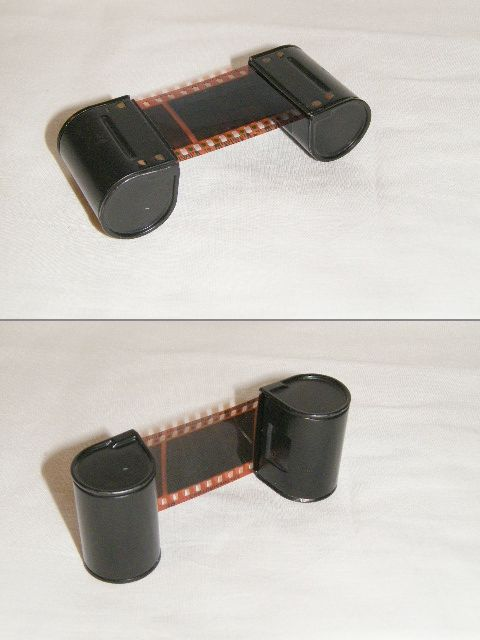
Rapid-Patronen, wie sie in der Kamera angeordnet sind

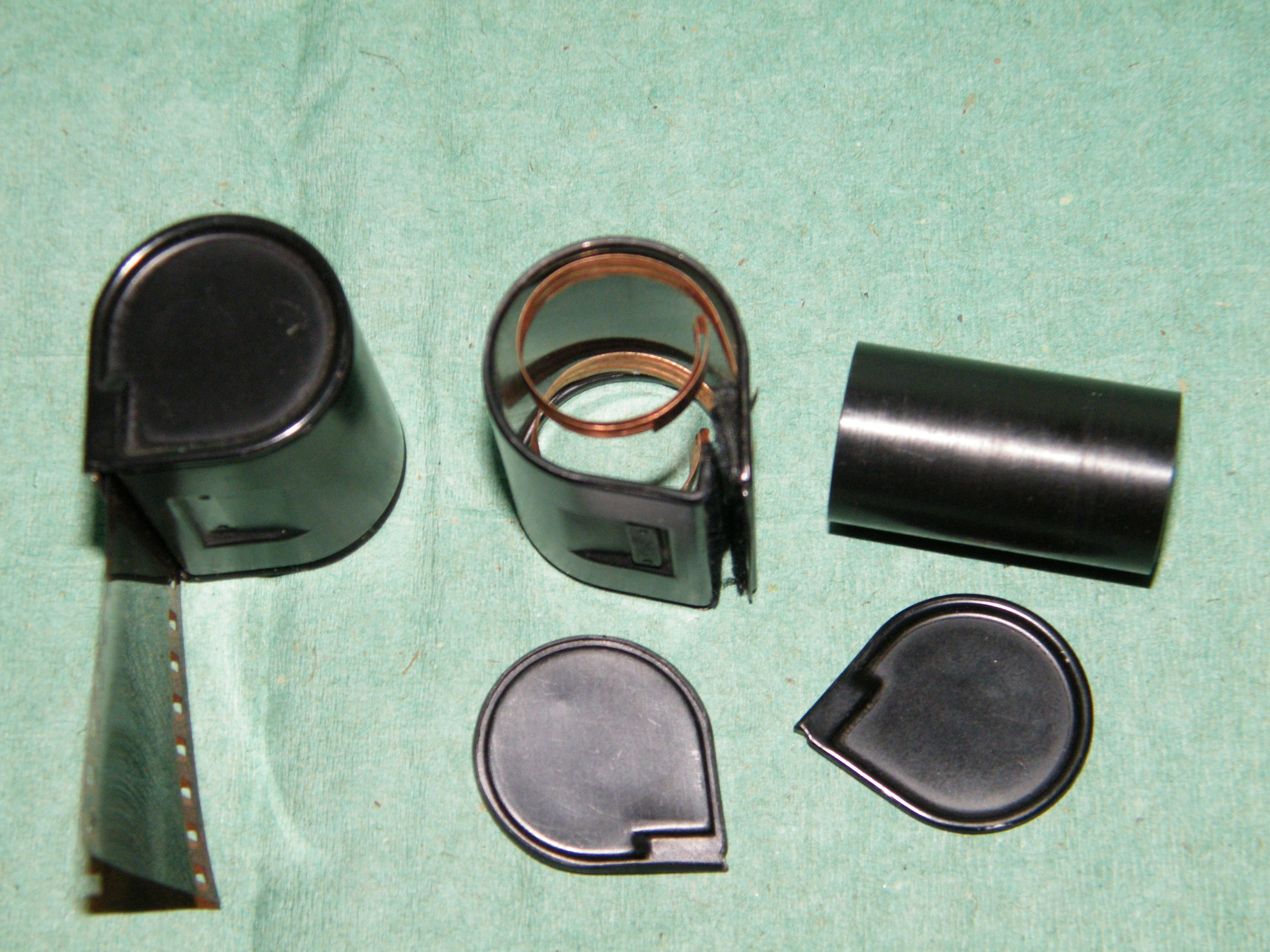
Die Rapid-Patrone auseinandergebaut

Die Rapid-Patrone hatte keinen Wickeldorn. Die wie beim Kleinbildfilm herausragende Filmlasche war gerade geschnitten und speziell geprägt, um einen Drall zu erzielen, mit dem sie sich zuverlässig in die Aufnahmepatrone einfädeln sollte. Dabei handelte es sich um die Vorratspatrone des letzten Films bzw. eine mit der Kamera mitgelieferte Leerpatrone. Nach dem Einlegen des Films und Schließen der hinteren Klappe spulte sich der Film beim Filmtransport selbst Bild für Bild in die Leerkassette. Die volle Patrone wurde dann zum Entwickeln abgegeben, und die nun leere Patrone für den nächsten Film zum Aufwickeln benutzt. Es gab also kein Rückspulen. Weil es passieren konnte, dass Filmtyp und Etikett auf der Patrone nicht übereinstimmten, war das Filmende mit kleinen eingestanzten Löchern beschriftet, die Buchstaben bildeten. Auch existierte ein Hinweis auf bereits erfolgte Belichtung. Die Beschriftung lautete beispielsweise:
EXP
AGFA
CN 17

Dabei steht EXP für Exposed (eng. für Belichtet) und CN 17 für den Filmtyp.
So erfuhr das Fotolabor, wie der Film zu entwickeln war. Die Gebrauchsanweisungen zu den Rapid-Kameras wiesen ausdrücklich darauf hin, dass man den Film nicht von Hand komplett in die Patrone schieben sollte.
Heute wird Rapid-Film nur noch für Enthusiasten konfektioniert. Die Patronen lassen sich aber mit Meterware oder dem Film einer gewöhnlichen Patrone selber befüllen, wobei der Streifen maximal 60 cm lang sein darf. Dabei ist der Film gegebenenfalls von Hand in die Aufwickelpatrone einzufädeln.

### Vergleich mit Instamatic

#### Handhabung
Zwar ließ sich ein Rapid-Films sehr einfach einlegen, das Wechseln der Patronen konnte dem technisch Unkundigen dennoch Probleme bereiten. Auch war es grundsätzlich möglich einen Film zweimal zu belichten. Demgegenüber hatte Kodak die Instamatic-Kassette nahezu perfekt vor einer Fehlbedienung geschützt. Der Rapid-Film hingegen befand sich in diesem Punkt zwischen der gewöhnlichen Kleinbildpatrone und dem Instamatic-Film.

#### Technischer Aufwand
Die Rapid-Kamera benötigte ein Zählwerk und einen etwas aufwendigeren Stoppmechanismus für den Filmtransport. Bei der Instamatic-Kassette vereinfachte exakt ein Perforationsloch pro Bild den Mechanismus, die Bildzählung erfolgte bei Kodak altmodisch über die bedruckte Papierrückwand des Films selbst. So befanden sich die Rapid-Kameras im technischen Aufwand zwischen Instamatic- und gewöhnlichen Kleinbildkameras – letztere brauchten zusätzlich einen Filmrücktransport.

#### Planlage
Rapid-Kameras besaßen eine Filmandruckplatte für eine perfekte Planlage des Films. Diese war bei der Instamatic-Kassette nicht garantiert, so dass die Entfernungseinstellung, falls vorhanden, mitunter nicht das gewünschte Resultat ergab. Dieser Aspekt spielte allerdings bei den geringen Lichtstärken der Objektive einfach gehaltener Kameras keine Rolle, da aus den damit einhergehenden kleinen Blendenöffnungen eine große Abbildungstiefe resultiert. Aus diesem Grund gab es keine Instamatic-Kamera mit einem Objektiv über Lichtstärke f/2,8 – was sich aber auch bei den Agfa-Rapid-Kameras ebenso verhielt.

#### Seitenverhältnis
Bei Rapid war das Seitenverhältnis nicht durch den Film festgelegt. Die meisten Kameras von Agfa verwendeten zwar mit 24 mm × 24 mm ebenfalls ein quadratisches Format, von japanischen Herstellern gab es aber auch Halbformat-Kameras, die Rapid-Film benutzten, und bei der Agfa Silette Rapid kamen sogar die gewöhnlichen 24 mm × 36 mm vor. Das benutzte quadratische Format entstand aus dem gleichen Grund wie bei Kodak:
Die Höhe gab der 35-mm-Film vor und bei einem Quadrat lagen die Ecken weniger weit vom Mittelpunkt entfernt als bei einem Querformat. Die Abbildungsqualität von Objektiven ließ grundsätzlich zum Rand hin nach. Bei einem einlinsigen Objektiv einer Einsteigerkamera fiel dieser Effekt besonders groß aus, so dass das quadratische Format sichtbar weniger Randunschärfe bot.

#### Gemeinsamkeiten
Sowohl die Rapid-Patrone als auch die Instamatic-Kassette enthielten 35-mm breiten Film, der sich dadurch in den üblichen Entwicklungsmaschinen und Entwicklungsdosen verarbeiten ließ. Beide bewahrten den belichteten Teil des Films lichtgeschützt auf. Ein Öffnen der Kamerarückwand hatte dadurch nur einen Verlust des aktuellen, vorherigen und nachfolgenden Bildes zur Folge.
Die Filmempfindlichkeit konnte in beiden Fällen abgetastet werden.
In der Bildanzahl unterschieden sich die Systeme unbedeutend: Karat- und Rapid-Patrone enthielten einen gleichlangen Film, also 12 Aufnahmen im Format 24 mm × 36 mm ergaben, 24 Aufnahmen im Format 18 mm × 24 mm oder 16 Aufnahmen im Format 24 mm × 24 mm. Weil sich der Film von alleine nicht so straff wie mit einer angetriebenen Spule aufwickelte, blieb seine Länge weit von jener des gewöhnlichen Kleinbildfilms des Typs 135 mit seiner maximal möglichen dreifachen Bildzahl entfernt. Die Instamatic-Kassette gab es mit 12 oder 20 Aufnahmen, später 24 Aufnahmen. Sie hatte ebenfalls keinen Platz für 36 Aufnahmen.

### Filmtypen
Als Rapid-Film bot Agfa vier Emulsionen an (Preise von 1965):
- Isopan I F 17 Rapid: Schwarzweißfilm mit ISO 17/40° (2,20 DM)
- Isopan ISS 21 Rapid: Schwarzweißfilm mit ISO 21/100° (2,20 DM)
- CN 17 Rapid: Farbnegativfilm mit ISO 17/40° (3 DM)
- CT 18 Rapid: Farbumkehrfilm für Tageslicht ISO 18/50° (7,50 DM einschließlich Entwicklung)

Es gab alle Rapid-Filme nur in einer Länge zu kaufen.
Preisvergleich
Im Falle von Rapid-Kameras mit dem Format 24 mm × 36 mm hatte das Fotografieren mit Umkehrfilm erhöhte Kosten zur Folge. Der CT 18 Rapid kostete 7,50 DM für 12 Bilder, während es den CT 18 als Typ 135 mit 36 Aufnahmen für 13,50 DM gab – dreimal so viele Bilder kosteten also nicht einmal das Doppelte. Bei dem Rapid-Standardformat 24 mm × 24 mm kosteten 16 Bilder 7,50 DM, was nur etwas teurer war.
Demgegenüber war der Unterschied bei einem Farbnegativfilm bedeutungslos, da hier die Abzüge das Teuerste waren. Bei Preisen von wenigstens 0,90 DM für einen Farbabzug im Format 9 cm × 13 cm kauften sich ohnehin viele Besitzer der gewöhnlichen Kleinbildkameras auch nur Farbnegativfilme mit 12 Aufnahmen. Denn ein Film mit 36 Aufnahmen kostete mit Entwicklung und Abzüge im Format 9 cm × 13 cm rund 40 DM, was teurer als die Kamera sein konnte – selbst bei Abzügen im Format 6 cm × 9 cm kostete es immer noch über 30 DM.
Instamatic-Filme waren ungefähr gleich teuer.

## Verlauf

### Ausgangslage
Agfa und auch Kodak waren am Verkauf möglichst vieler Filme interessiert, weshalb sie Leuten das Fotografieren nahebringen wollten, denen es zu kompliziert erschien. Dabei gab es drei Schwierigkeiten:
- Belichtungseinstellung
- Entfernungseinstellung
- Filmwechsel

Den ersten Punkt hatte das Agfa Camerawerk München mit der Agfa Optima 1959 gelöst. Das zweite Problem ließ sich perfekt nur mit einem Autofokus lösen, was die Technik jedoch erst in der zweiten Hälfte der 1970er Jahre erlaubte. Der Behelf mit den drei Symbolen Porträt, Gruppe und Landschaft funktionierte aber akzeptabel. Für den dritten Punkt gab es noch keine Lösung. Zwar konnte der Fotohändler den Film beim Kauf einlegen, für einen maximalen Filmabsatz war es aber von Vorteil, wenn beispielsweise am Sonntagnachmittag das Fotografieren nicht mit dem letzten Bild des Films eingestellt werden musste.

### Kodak
1962 sprachen Vertreter von Agfa Leverkusen und dem Camerawerk München mit Kodak Stuttgart darüber, gemeinsam ein Schnellladesystem auf Basis der Karat-Patrone von Agfa zu entwickeln. Die Kodak-Hauptverwaltung in Rochester lehnte dies jedoch ab und stellte zur Photokina im März 1963 Instamatic vor. Der Vorstand von Agfa in Leverkusen beschloss wenige Tage nach der ersten Ankündigung von Instamatic, keine Lizenz von Kodak zu nehmen, da man die Konditionen für zu ungünstig befand. Vor allem lehnte man aber ab, um technologisch unabhängig zu bleiben. Die Instamatic-Kassette war von mehreren Patenten geschützt, weswegen Agfa nichts vergleichbares auf den Markt bringen konnte.

### Rapid-Club
AGFA wollte das Rapid-System auf den Markt bringen und versuchte deswegen weltweit andere Kamerahersteller im sogenannten Rapid-Club auf sein System einzuschwören, wobei die Mitglieder kostenlose Lizenzen erhielten. Es fanden sich insgesamt 27 europäische und japanische Hersteller, so dass es im Herbst 1964 zahlreiche Rapid-Kameras zu kaufen gab. Die Pläne sahen vor, das Rapid zuerst vor allem in Westdeutschland und zudem in Europa einzuführen, hier befand man, dass die Entwicklungsanstalten der Mehrarbeit gewachsen waren. Den amerikanischen Markt wollte man erst erobern, wenn sich das System in Europa durchgesetzt hatte.

### Rapid-Modell
Um das einfache Filmeinlegen dem Kunden deutlich vor Augen zu führen, belieferte Agfa die Fotohändler mit der Demonstrationskamera Agfa Modell. Es handelte sich um eine Iso-Rapid I mit Plexiglas-Rückwand, unter der das selbsttätige Einfädeln eines Demonstrationsfilms beobachtet werden konnte. Zudem verzichtete sie auf jedweden Blitzanschluss. Agfa lieferte die Kamera als Set in einer Kunststoff-Klappbox an die Händler. In der Box befanden sich neben dem Demonstrationsfilm noch Rapid-Beispielaufnahmen in Gestalt von zwei Dias und einem Leporello mit Abzügen im Format 9 cm × 9 cm.

### Erfolg
Das Rapid-System blieb hinter Instamatic zurück. Dafür gab es drei Gründe:
- Der Werbeetat für Rapid betrug lediglich 10 Mio. DM gegenüber allein in Europa 50 Mio. DM für Instamatic[1]
- Der nochmals einfachere Filmwechsel bei Instamatic, wo eine Demonstrationskamera überflüssig war, hatte allergrößte Bedeutung
- Die mangelnde Solidarität des Rapid-Clubs hatte zur Folge, dass innerhalb von zwei Jahren alle gewonnenen Mitglieder die Produktion einstellten.[1]

Daraus resultierte, dass Kodak weltweit bis 1967 schon 22 Mio. Instamatic-Kameras verkauft hatte, Agfa in diesem Zeitraum lediglich ca. 3,5 Mio. bis 4 Mio. Rapid-Kameras. Zwar hatten die Rapid-Kameras dem Camerawerk München in den ersten zwei Jahren zu fast 12 % Umsatzsteigerung verholfen, das war aber die Ausnahme. Das Verhältnis beim Filmumsatz von Rapid zu Instamatic lag 1968 in Deutschland bei 25 : 75 und das, obwohl Agfas Anteil an den Farbnegativfilmen vom Typ 135 den imposanten Wert von 78 % erreichte.
Agfa bot bereits ab 1967 Instamatic-Filme an. Die Rapid-Kameras gab das Camerawerk München 1972 endgültig auf. Durch die zahlreichen Agfa-Händler konnten aber etwa 5 Mio. davon verkauft werden. Erfolg hatte Agfa in den 1970er-Jahren mit Agfamatic-Kameras für die Instamatic-Kassette.

## Agfa-Rapid-Kameras

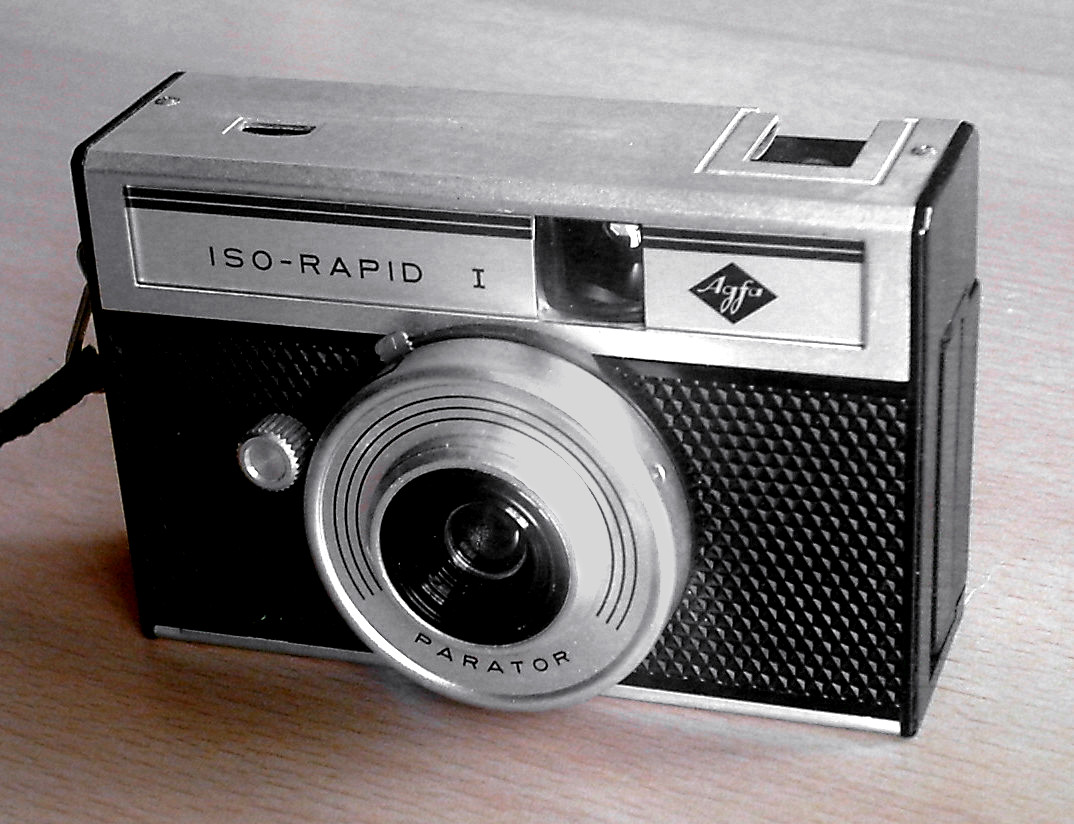
ISO-RAPID I, frühe Ausführung mit Auslöser am Objektiv

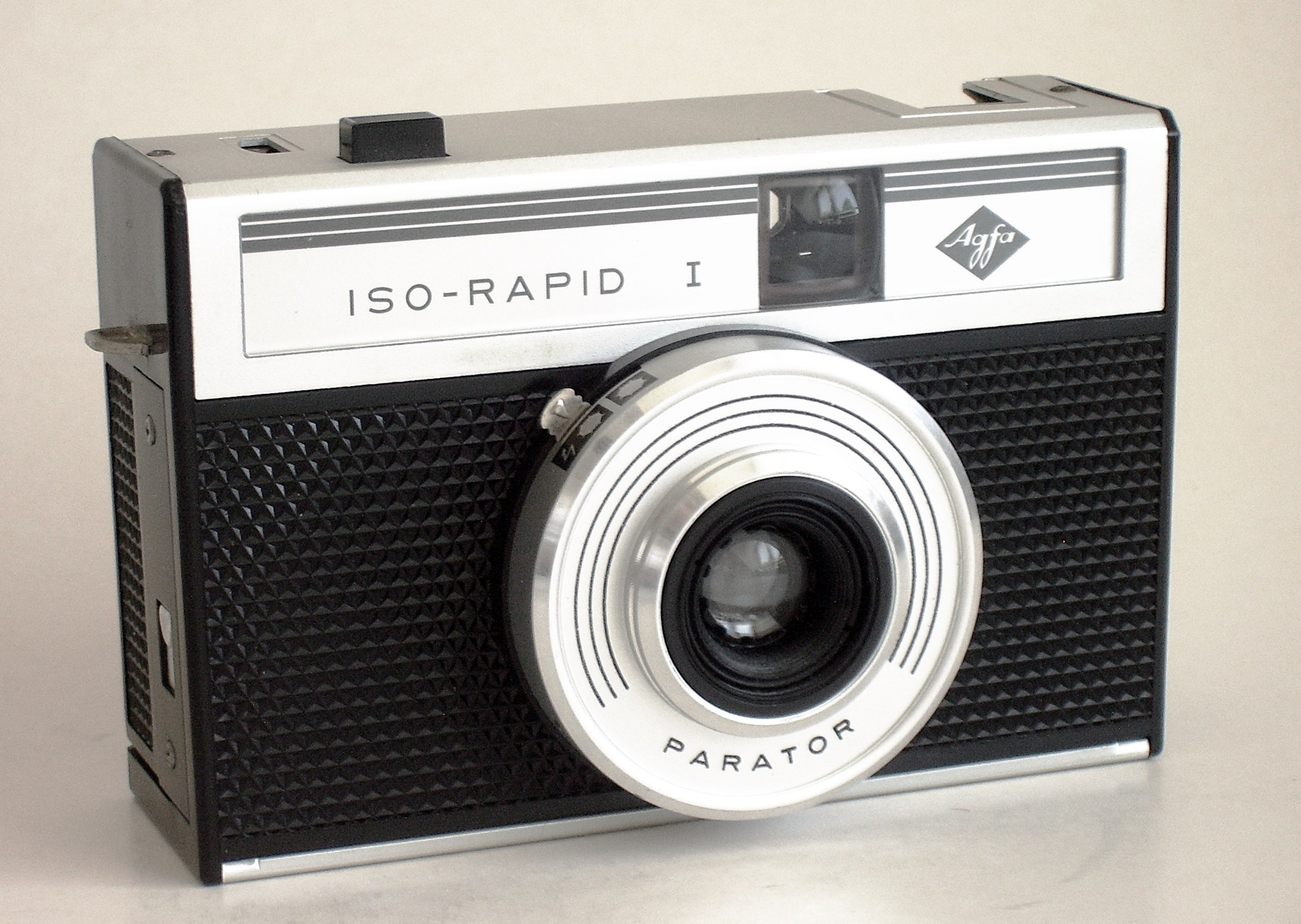
Agfa ISO-RAPID I, spätere Ausführung mit rechteckiger Auslösetaste

### Iso-Rapid 1
Die Einsteigermodelle benannte Agfa mit Iso-Rapid, wobei Iso einer Tradition aus der Vorkriegszeit folgte – mit Einführung des isochromatischen Schwarzweißfilms gelangte dieser Namenszusatz in einige Kamerabezeichnungen. Die Iso-Rapid I kostete 33 DM zuzüglich 10,50 DM für die Bereitschaftstasche.

#### Gehäuse
Frühe Iso-Rapid I besaßen einen Auslöser seitlich am Objektiv – also direkt am Verschluss – und ein schwarzes Gehäuse; spätere Modelle eine längliche Taste auf der Oberseite und wahlweise komplett mit Aluminium verkleidete Gehäuse.

#### Filmtransport
Ein Daumenrad über der Klappe für das Filmfach transportierte den Film. Für das Zählwerk gab ein Fenster oben auf der Gehäusekappe. Es stellte sich beim Filmeinlegen automatisch zurück und arbeitete rückwärts, zeigte also beim ersten Bild „16“ an.

#### Objektiv
Das einlinsige Fixfokus-Objektiv Agfa Isinar f/8 mit 42 mm Brennweite führte zu einem geringsten Aufnahmeabstand von 1,8 m. Als Zubehör bot Agfa eine Nahlinse mit 30-mm-Steckfassung an, die einen Abstand von 1 m bis 2 m ermöglichte. Die Blende ließ sich nicht verstellen. Am Objektiv befand sich der Zentralverschluss Agfa Parator, an dem mit einem Hebel die Belichtungszeiten 1⁄40 s und 1⁄80 s gewählt werden konnten, die Stellungen waren mit den Symbolen Blitz und Wolke bzw. Sonne gekennzeichnet.

#### Blitzen
In der Gehäusekappe der Iso-Rapid I befand sich ein Zubehörschuh mit Mittelkontakt, der für den im Design passenden Iso-Blitz gedacht war. Das Blitzgerät arbeitete mit Blitzlämpchen vom Typ AG 1 und nahm die erforderliche 6-Volt-Batterie für die Zündung auf. Es kostete 9,90 DM zuzüglich 2,10 DM für eine Tasche. Da die Kamera mit fester Blende arbeitete, war der Blitzbereich eingeschränkt: 1,5 m bis 2,5 m bei ISO 17/40° oder ISO 18/50° und 2 m bis 3,5 m bei ISO 21/100°.
Die Iso-Rapid I gab es auch in einer Geschenkverpackung mit Iso-Blitz, Bereitschaftstaschen, Batterie, 5 Blitzlämpchen und Film Isopan ISS 21 Rapid für 84,25 DM.

### Iso-Rapid 1F

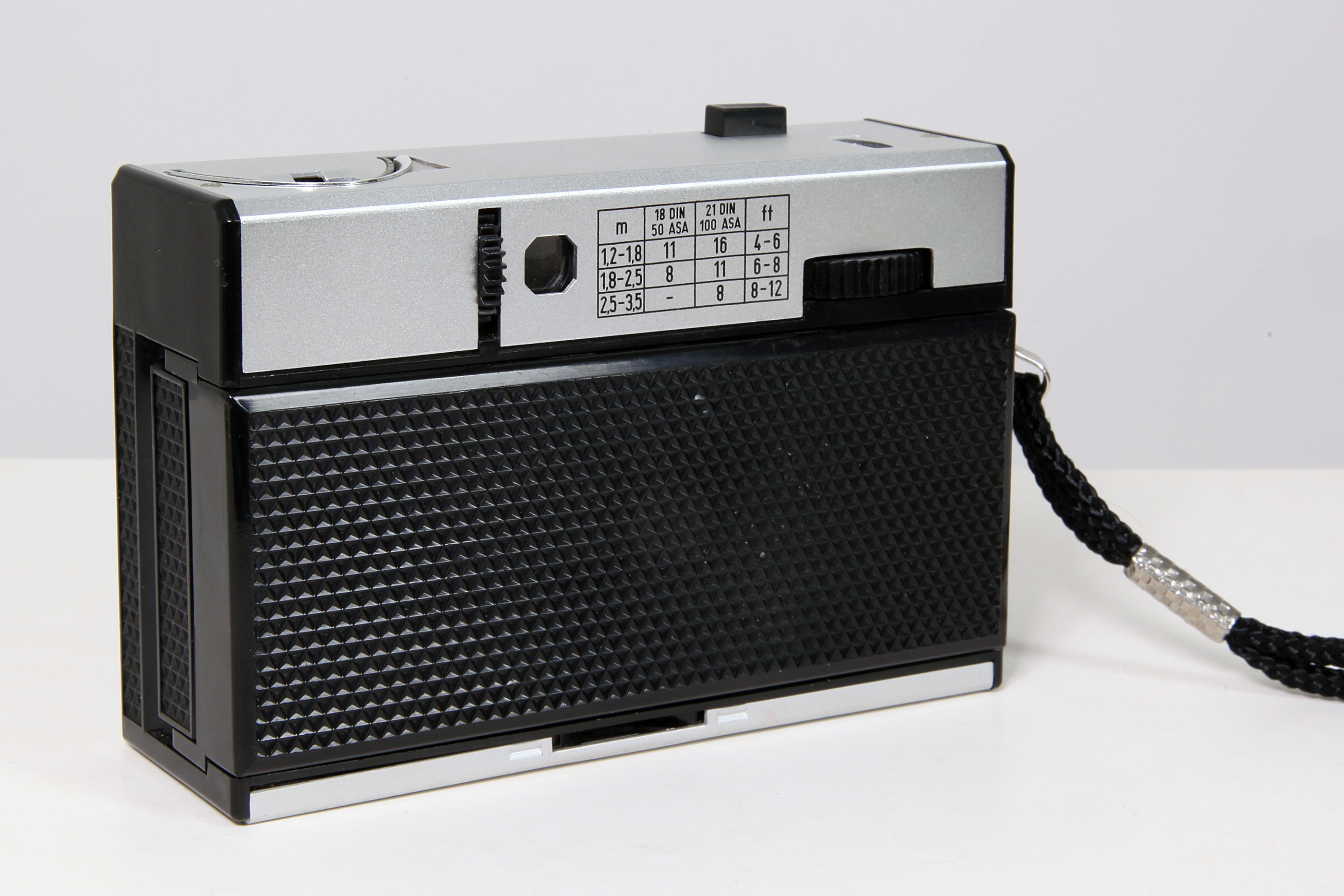
Iso-Rapid 1F, das Daumenrad für den Reflektor befindet sich links neben dem Sucher

In der Bezeichnung Iso-Rapid 1F stand das F für „Flash“, infolgedessen gab es eine Fassung für Blitzlämpchen – ebenfalls vom Typ AG 1 – anstatt des Zubehörschuhs. Um die Fassung herum konnte ein halbkreisförmig gebogenes Reflektorblech mit einem Daumenrad aus dem Gehäuse herausgeschoben werden. Die 6-Volt-Batterie für die Zündung war nach Abschrauben der Bodenplatte zugänglich. Die Kamera kostete mit 59 DM deutlich mehr als eine Iso-Rapid I plus Iso-Blitz; die Bereitschaftstasche war die gleiche wie die der Iso-Rapid I.
Darüber hinaus unterschied sich die Iso-Rapid 1F von der Iso-Rapid I durch einen zweiten Hebel am Objektiv, den Blendenhebel mit den Positionen 8 − 11 – 16 zur Erweiterung des Blitzbereichs. Die Einstellung zeigte eine hinten an der Gehäusekappe aufgedruckte Tabelle:
| m         | 18 DIN 50 ASA | 21 DIN 100 ASA | ft     |
| --------- | ------------- | -------------- | ------ |
| 1,2 – 1,5 | 11            | 16             | 4 – 6  |
| 1,8 – 2,5 | 8             | 11             | 6 – 8  |
| 2,5 – 3,5 | −             | 8              | 8 – 12 |

Die Iso-Rapid 1F wurde von der Iso-Rapid C abgelöst.

### Silette Rapid L (24 mm × 36 mm)

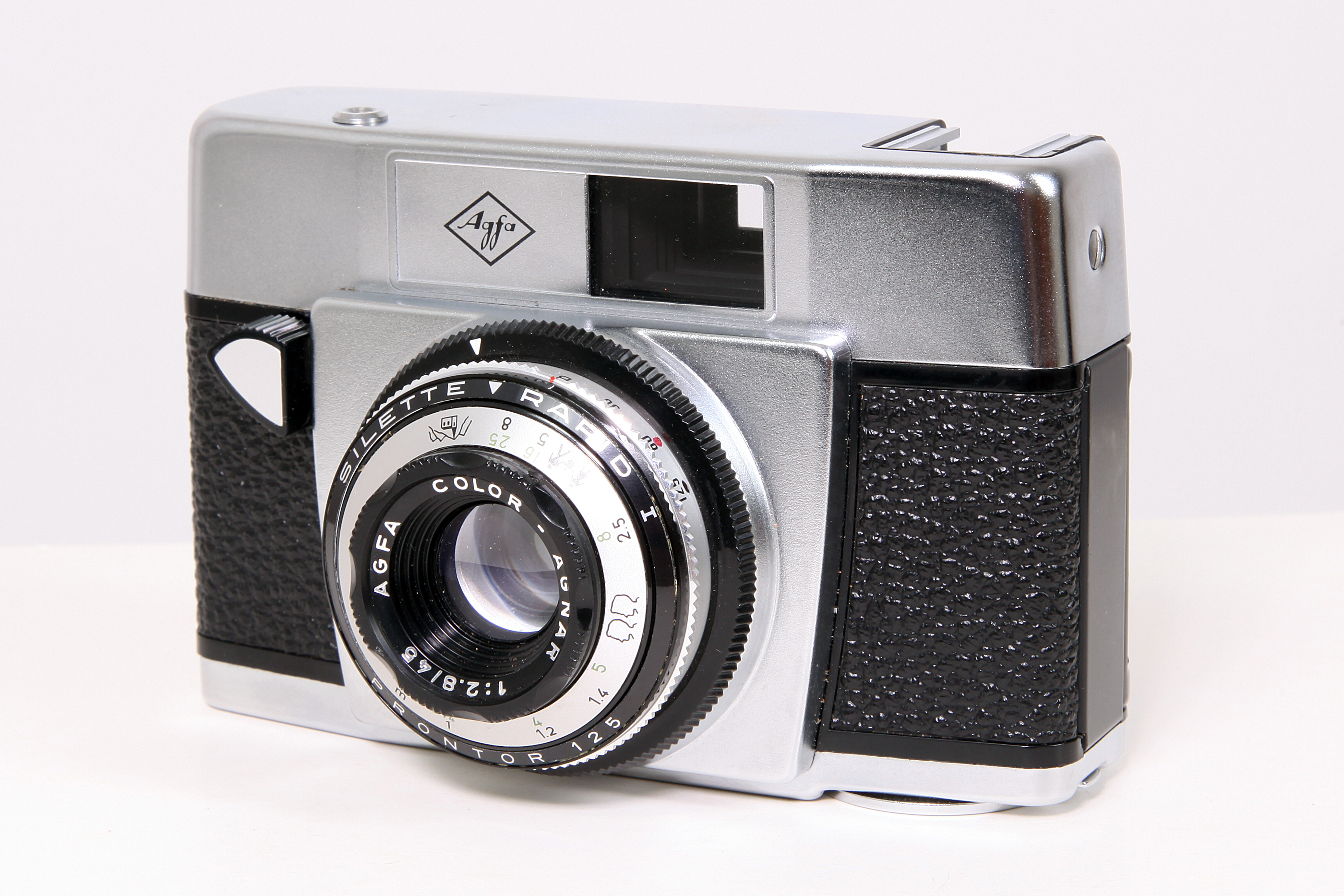
Silette Rapid

Gleich zu Beginn gab es von der Silette auch ein Modell für Rapid-Film. Diese Kameras hatten zwar eine geringe Bedeutung, da sich die Silette mit ihrer manuellen Belichtungssteuerung an engagiertere Fotoamateure wandte, für die es kein Problem war, einen gewöhnlichen Film einzulegen, aber das Camerawerk München konnte dadurch das Angebot an Rapid-Kameras schnell vergrößern. Aus dem minimalen Aufwand folgte aber das Format 24 mm × 36 mm.
Die Silette Rapid L kostete 74 DM.

#### Gehäuse
Die Sillette Rapid L war von der Silette I abgeleitet, infolgedessen gab es ein Kunststoffgehäuse und keinen Belichtungsmesser. Der wesentliche Unterschied bestand im Filmtransporthebel an der Bodenplatte,  wo sich sonst die – für die Rapid nicht benötigte – Rückspulkurbel befand.

#### Objektiv
Der Silette I entsprach auch das dreilinsige Objektiv Agfa Color-Agnar f/2,8 mit 45 mm Brennweite, drei Symbolen für die Entfernungseinstellung und 1 m Naheinstellgrenze.

#### Verschluss
Am Prontor-Verschluss ließen sich einstellen: 1⁄30 s,  1⁄60 s und  1⁄125 s und B für Langzeitbelichtungen.

### Silette Rapid F (24 mm × 36 mm)
Die Silette Rapid F unterschied sich von der Rapid L durch einen anderen Verschluss und den eingebauten Blitz, auf letzteren wies das „F“ für Flash in der Modellbezeichnung hin. Die Kamera kostete 98 DM.

#### Verschluss
Für die Silette Rapid F baute das Camerawerk München einen Verschluss aus eigener Herstellung ein, den Parator 250 mit den Belichtungszeiten 1⁄30 s,  1⁄60 s,  1⁄125 s und 1⁄250 s sowie B für Langzeitbelichtungen.

#### Blitz
Das Blitzgerät für Blitzbirnen vom Typ AG 1 lag neben dem Sucher und wurde mit einer Klappe aus durchsichtigem Kunststoff geöffnet. Wiederum daneben befand sich das Fach für eine 15-Volt-Batterie vom Typ Pertrix No. 74 zur Blitzzündung.

### Isomat Rapid
Die 1965 vorgestellte Isomat Rapid wies zwar nur eine einfach gehaltene Belichtungsautomatik auf, dies stellte für 99 DM Verkaufspreis aber ein beachtliches Merkmal dar; die Bereitschaftstasche kostete 18,50 DM. Sie blieb bis 1969 in Produktion.

#### Objektiv
Die Isomat Rapid besaß ein Agfa Color Agnar f/4,5 mit 38 mm Brennweite. Diese Lichtstärke erlaubte kein Fixfokus-Ojektiv mehr. Um die Einstellung zu ändern, gab es – wie von Agfa mittlerweile gewohnt – drei einrastende Symbole oben am Objektiv und zusätzlich eine Entfernungsskala an der Unterseite. Die Naheinstellgrenze lag bei 1 m.

#### Belichtungssteuerung
Der Arbeitsbereich der Belichtungssteuerung war eingeschränkt: Während die Steuerung der Optima Rapid Blende und Zeit verstellte, arbeitete die Isomat mit konstanten 1⁄70 s Belichtungszeit. Das hatte man von der Agfa Isoly übernommen. Die Blende verstellte sich von einer Selenzelle gesteuert zwischen f/4,5 und f/22. Wie von den Optima-Modellen bekannt, leuchtete im Sucher bei unzureichendem Licht eine rote, sonst eine grüne Markierung.

#### Blitzen
Zum Blitzen gab es einen Zubehörschuh mit Mittelkontakt und einen Blendenhebel, der gleichzeitig den Verschluss umstellte. In der Stellung A arbeitete die Belichtungssteuerung. In den Stellungen von 4,5 bis 22 belichtete die Kamera mit dem angegebenen Blendenwert und 1⁄30 s Belichtungszeit. So ließen sich der Iso-Blitz oder andere Blitzgeräte verwenden. Der Blendenwert war der Tabelle des Blitzgeräts zu entnehmen.

### Optima Rapid 250 (24 mm × 36 mm)

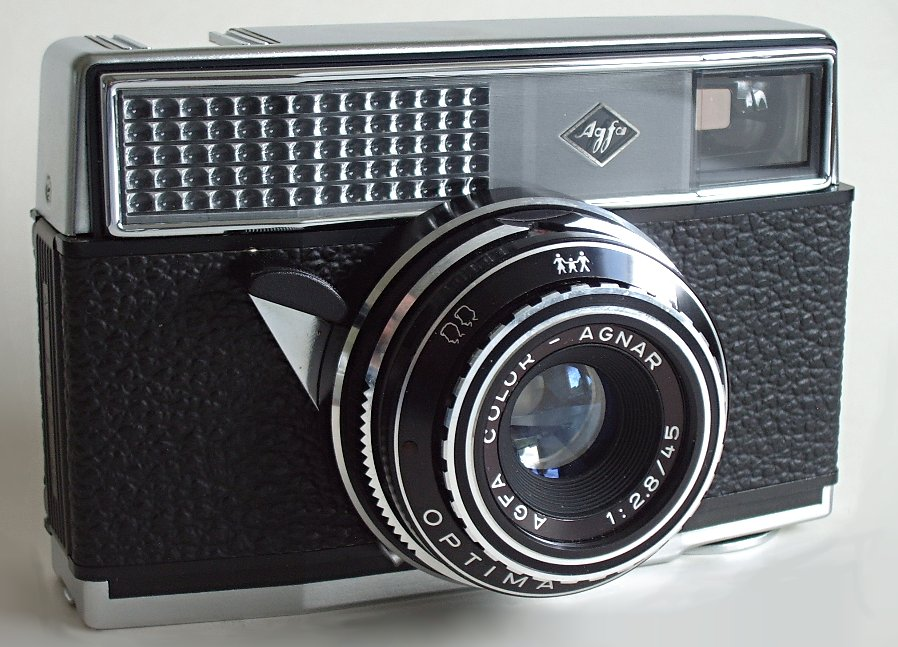
Optima Rapid 250

Um eine Optima Rapid zu erhalten, also eine Rapid-Kamera mit Programmautomatik, wandelte das Camerawerk München erst einmal ein Modell für den Filmtyp 135 ab und stellte 1965 die Optima Rapid 250 als Top-Modell vor. Aus diesem Vorgehen resultierte wie bei der Silette Rapid das Format 24 mm × 36 mm sowie ein Hebel an der Gehäuseunterseite für den Filmtransport. Die Kamera sah mit ihrem verchromten Gehäuse der Optima 500 SN ähnlich, auch ragte der Auslöser seitlich aus dem Objektiv heraus.

#### Objektiv
Wegen des größeren Formats bekam die Optima Rapid 250 mit 45 mm etwas mehr Brennweite als die Rapid-Kameras für quadratische Bilder. Das Agfa Agnar f/2,8 war ein Dreilinser, wie von den Optima-Kameras gewohnt mit drei Symbolen für die Entfernungseinstellung oben und eine bei 1 m beginnende Entfernungsskala unten am Tubus. Für Nahaufnahmen bis zu 40 cm bot Agfa Nahlinsen und den Natrix-Universalsucher an, der in den Zubehörschuh gesteckt wurde.

#### Belichtungssteuerung
Wie bei den Optima-Modellen für den Filmtyp 135 gab es eine Programmautomatik mit Rot-/Grün-Anzeige im Leuchtrahmensucher, Belichtungszeiten von 1⁄30 s bis 1⁄250 s und Blendenwerten von 2,8 bis 22.
Für den manuellen Betrieb existierte ein Blendenring, der in Mittelstellung ein A für die Programmautomatik im Fenster anzeigte. Drehte man ihn nach rechts, dann ließ sich die Blende in Kombination mit der Belichtungszeit 1⁄30 s einstellen, was für Blitzaufnahmen gedacht war; drehte man ihn nach links, konnte die Blende für Langzeitbelichtungen eingestellt werden. Der dazu erforderliche Drahtauslöseranschluss befand sich rechts unten am Objektiv.

### Iso-Rapid C

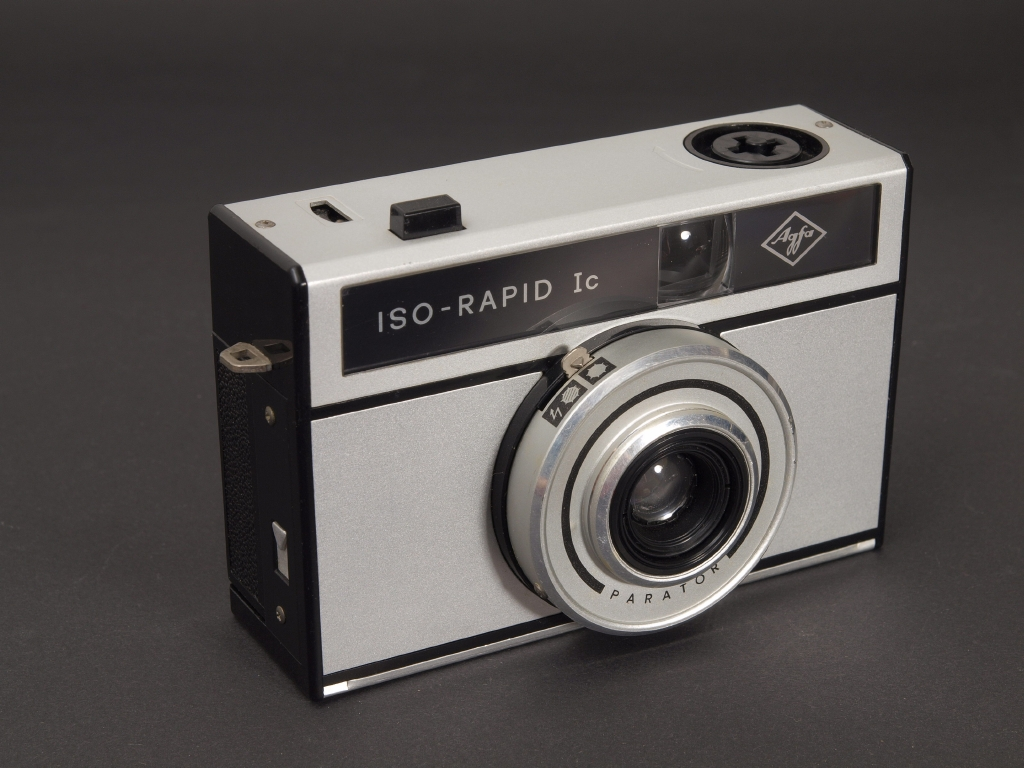
Iso-Rapid C

Kurz nach der Vorstellung der N-Blitzwürfel von Sylvania erschien 1966 die Iso-Rapid C, wobei das C „Cube“ bedeuten sollte, was sich auf Blitzwürfel bezog. Sie kostete einschließlich 6-Volt-Batterie 63 DM, wurde aber auch in einer „geschmackvollen Geschenkverpackung“ angeboten, die neben der Kamera die Bereitschaftstasche, drei Blitzwürfel, einen Film Isopan ISS 21 Rapid und die Batterie enthielt. Die Geschenkverpackung gab es auch als Agfa Lady Set, welche sich aber nur durch den Karton unterschied.

#### Objektiv
Das Agfa Isitar f/8,2 mit 42 mm Brennweite konnte wie bei der Iso-Rapid I nicht abgeblendet werden konnte. Der Zentralverschluss am Objektiv hatte wie gewohnt zwei Belichtungszeiten.

#### Blitzen
An der Iso-Rapid C ersetzte eine mit dem Filmtransport gekoppelte Blitzwürfelfassung die Birnchenaufnahme und das Reflektorblech der Iso-Rapid 1F. Für die ebenfalls elektrisch gezündeten N-Blitzwürfel musste wie gewohnt eine 6-Volt-Batterie nach Abnehmen der Bodenplatte eingelegt werden. Da es keine Blendenwahl gab, war der Blitzbereich einfach mit 1,5 bis 3 m hinten an der Gehäusekappe angegeben.

### Optima Rapid 125 C
Zur Photokina 1966 hatte Agfa eigenständige Rapid-Kameras mit Programmautomatik für das Rapid-System entwickelt, die auch das Format 24 mm x 24 mm belichteten. Das kantigere Gehäuse entsprach dem aktuellen Modetrend, vor allem aber sah es den Iso-Rapid-Modellen ähnlich, so dass alle Kameras zusammen im Schaufenster ihre Gemeinsamkeit Rapid-System gut darstellten. An der Unterseite gab es einen Schnellschalthebel für den Filmtransport, da ein Daumenrad für diese Preisklasse zu primitiv gewesen wäre. Das Fenster für das Zählwerk befand sich in der Bodenplatte. Die kleinste Ausführung war die Optima Rapid 125 C für 179 DM.

#### Objektiv
Das Apotar f/2,8 mit 35 mm Brennweite war ein Dreilinser, bei dem die Entfernung wie gewohnt mit drei Symbolen oder einer Skala an der Unterseite eingestellt wurde, der Bereich reichte von 0,9 m bis Unendlich. Ähnlich wie bei der Agfa Rapid gab es am Objektiv einen Blendenring, der von einer Automatikstellung aus nach links in den Blitzbetrieb gedreht werden konnte. Dann war die Blende an der Unterseite abzulesen und der Verschluss auf 1⁄30 s eingestellt. In die andere Richtung gab es neben der Automatikposition die Stellung B für Langzeitbelichtung mit f/2,8.

#### Blitzen
Das „C“ in der Modellbezeichnung stand wie von der Iso-Rapid C bekannt für Cube und wies auf den Blitzwürfelbetrieb hin. Infolgedessen hatte die Kamera anstelle des Zubehörschuhs eine drehbare Aufnahme für den Würfel. Obwohl die Leitzahl aller Blitzwürfel gleich war, gab es keine Kopplung mit der Entfernungseinstellung, man musste in einer Tabelle die passende Blende ermitteln und an der Kamera einstellen. Für die Zündung nahm die Kamera eine 6-Volt-Batterie auf.

### Optima Rapid 250 V

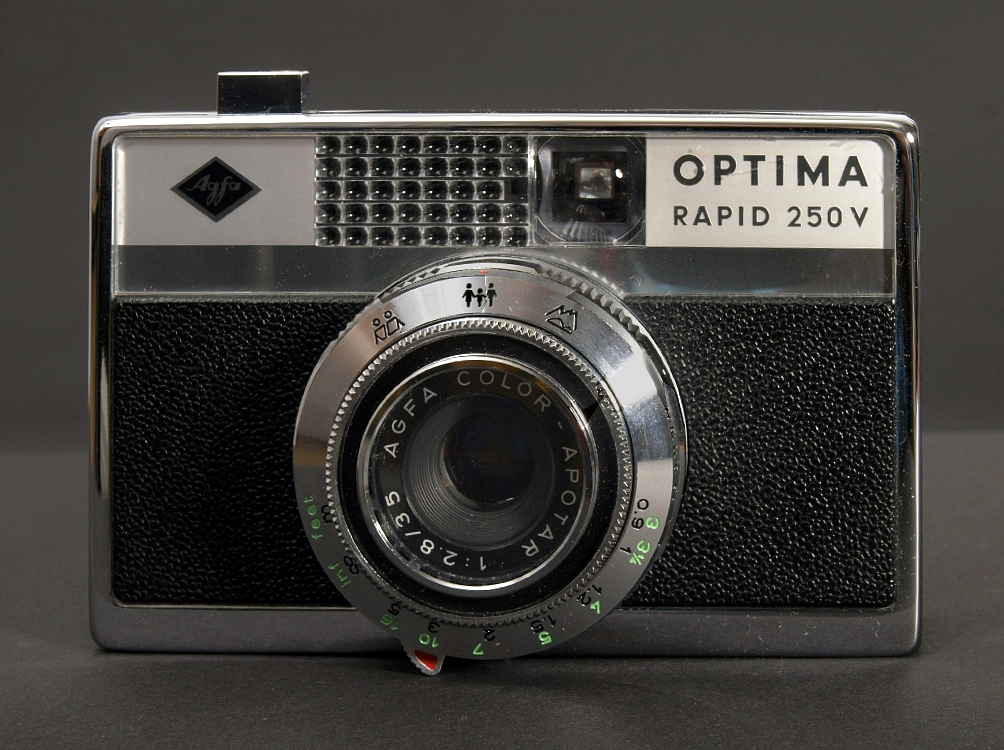
Rapid 250 V

Der 125 C folgte im Modellprogramm die Optima Rapid 250 V; das „V“ für Vorlauf wies auf den Selbstauslöser hin. Außer dem Verschluss unterschied sich die 250 V durch einen Zubehörschuh mit Mittelkontakt anstelle des Blitzwürfelanschlusses. Allerdings war der Aufpreis gegenüber der 125 C mit 228 DM erheblich. Die 250 V wurde ebenfalls auf der Photokina 1966 vorgestellt.
Belichtungssteuerung
Entsprechend der Modellbezeichnung lag die kürzeste Belichtungszeit bei 1⁄250 s, den Selbstauslöser aktivierte ein Hebel am Objektiv. Der manuelle Betrieb funktionierte wie bei der Optima Rapid 250, nur befand sich die Blendenskala unten am Objektiv. Drehte man den Blendenring von oben aus gesehen nach links, dann konnte die Blende für den Blitzbetrieb, also bei 1⁄30 s, eingestellt werden. In der Mitte befand sich die Automatikstellung; drehte man nach rechts, dann konnte man die Blende für die Langzeitbelichtung einstellen. Der dafür erforderliche Drahtauslöseranschluss befand sich oben auf der Kamera.

### Optima Rapid 500 V
Das Spitzenmodell Optima Rapid 500 V kostete 298 DM und entsprach in seiner Ausstattung exakt der Kodak Instamatic 500, die ebenfalls aus deutscher Produktion stammte. Gegenüber der 250 V unterschieden sich Objektiv und Verschluss. Die 500 V wurde gleichfalls auf der Photokina 1966 vorgestellt.

#### Objektiv
Als einzige Rapid-Kamera von Agfa wies die 500 V ein vierlinsiges Objektiv auf, nämlich das Solinar f/2,8 mit 35 mm Brennweite.

#### Belichtungssteuerung
Entsprechend der Modellbezeichnung lag die kürzesten Belichtungszeit bei 1⁄500 s.

### Moto-Rapid C

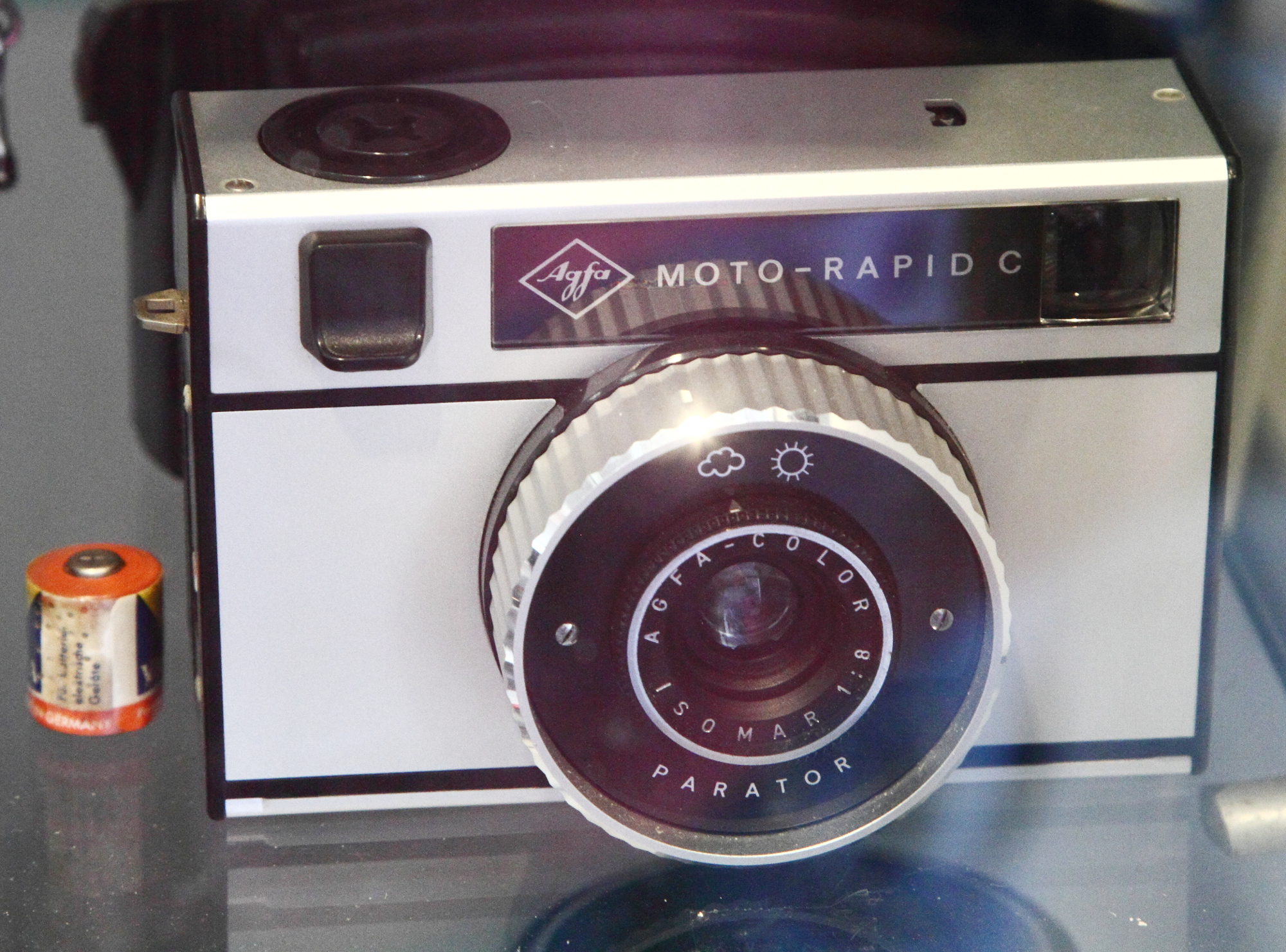
Moto-Rapid C

Die Moto-Rapid C von 1967 handelte es um die Kombination von Motorantrieb mit einlinsigen Objektiv für 98 DM Verkaufspreis. Die Kamera erregte zwar einiges Aufsehen, da Motorantriebe in Kompaktkameras noch extrem selten vorkamen. Weil der Aufpreis in eine Belichtungsautomatik in der Regel nutzbringender investiert war, verkaufte Agfa dennoch nur eine kleine Stückzahl. Infolgedessen ist es die seltenste Rapid-Kamera von Agfa.
Die Moto-Rapid C erschien als letzte Rapid-Kamera, bevor 1968 die erste Agfa-Kamera für den Instamatic-Film folgte.

#### Filmtransport
Der Film wurde von einem Federwerkmotor bewegt. Ihn zog man mit dem Ring um das Objektiv auf, wobei ein Aufzug für einen ganzen Film reichte und die Bildfrequenz ungefähr 1/s betrug. Einen Nutzen brachte diese Einrichtung vor allem beim Auslösen aus der Ferne. Eine Anwendung dafür stellte der Einbau in einem Segelflugzeug dar, um Beweisfotos von Wendepunkten zu erstellen. In Zeitungsannoncen warb Agfa mit einer Bilderreihe von einem spielenden Kleinkind und den Worten:

„Rrrrrrrrrrapid! Mit dieser Kamera ‚schießen‘ Sie schon, wenn andere noch spannen, drehen, transportieren … Federwerk-Automatic heißt diese Photo-Sensation!“

#### Objektiv
Das Agfa Color-Isomar f/8 wies 40 mm Brennweite auf. Wie bei der Iso-Rapid I befand sich direkt am Objektiv der Verschluss Agfa Parator mit zwei Verschlusszeiten. Da der Aufziehring einem Blendenhebel im Weg stand, verstellte ein drehbarer Ring um die Linse herum die Belichtungszeit.

#### Blitzen
Wie schon das „C“ in Moto-Rapid C andeutet, geht das Blitzen mit Blitzwürfeln vonstatten. Wegen des Transportmotors befand sich der Blitzwürfel an der Stelle, wo bei der Iso-Rapid C der Auslöser lag, und der Auslöser vorn am Gehäusedeckel.

## Galerie

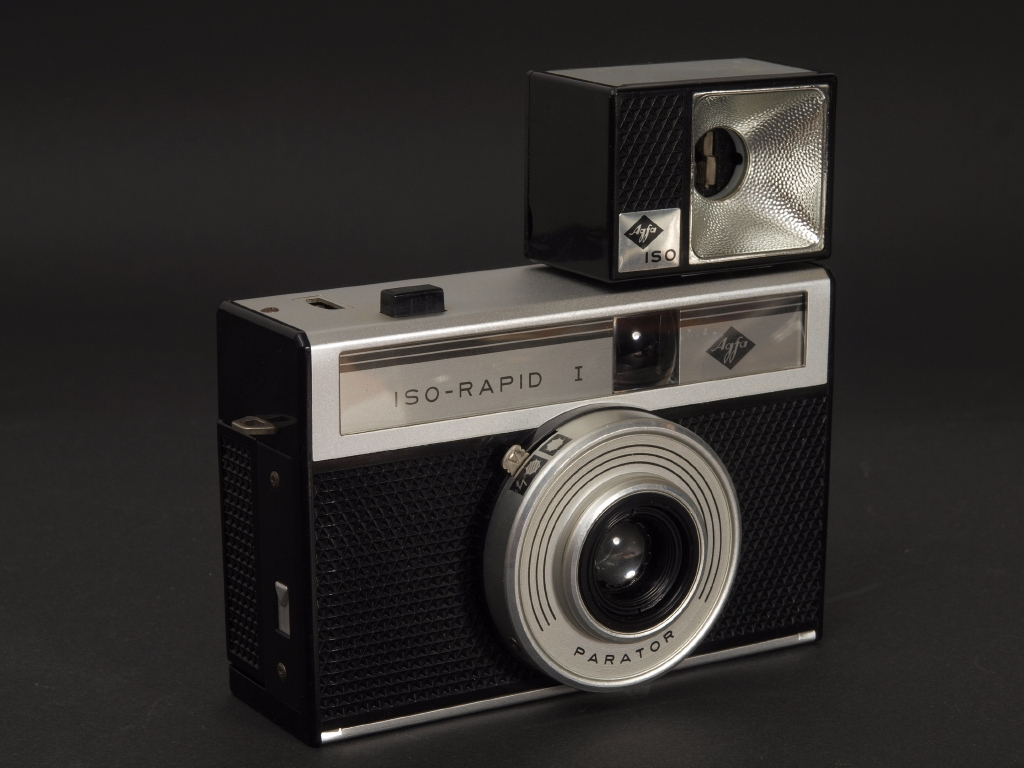
Iso-Blitz
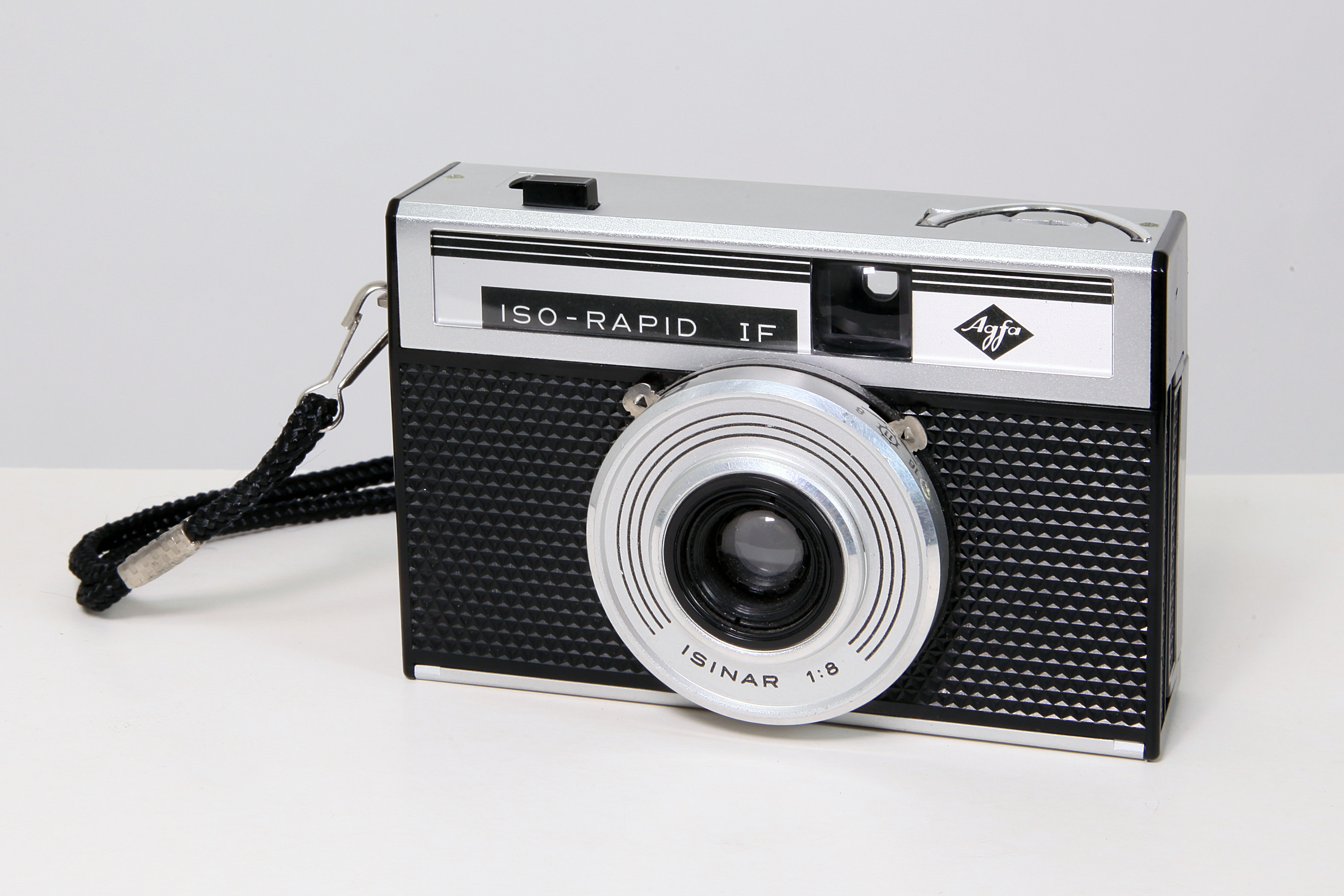
Iso-Rapid 1F
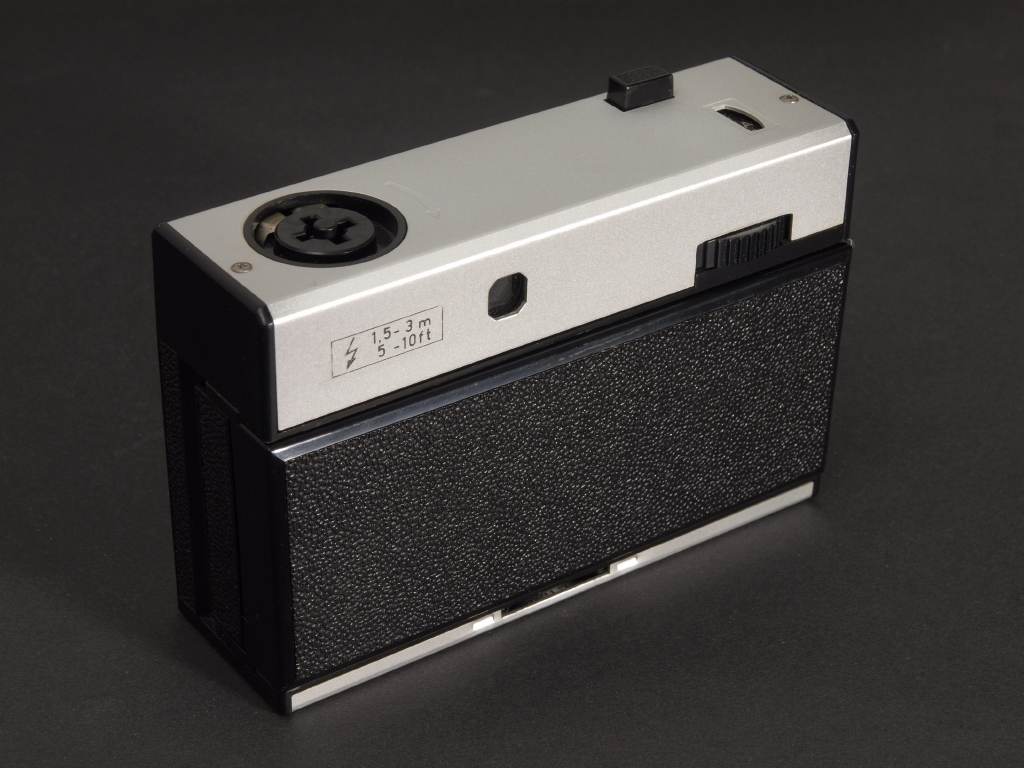
Iso-Rapid C, Rückansicht
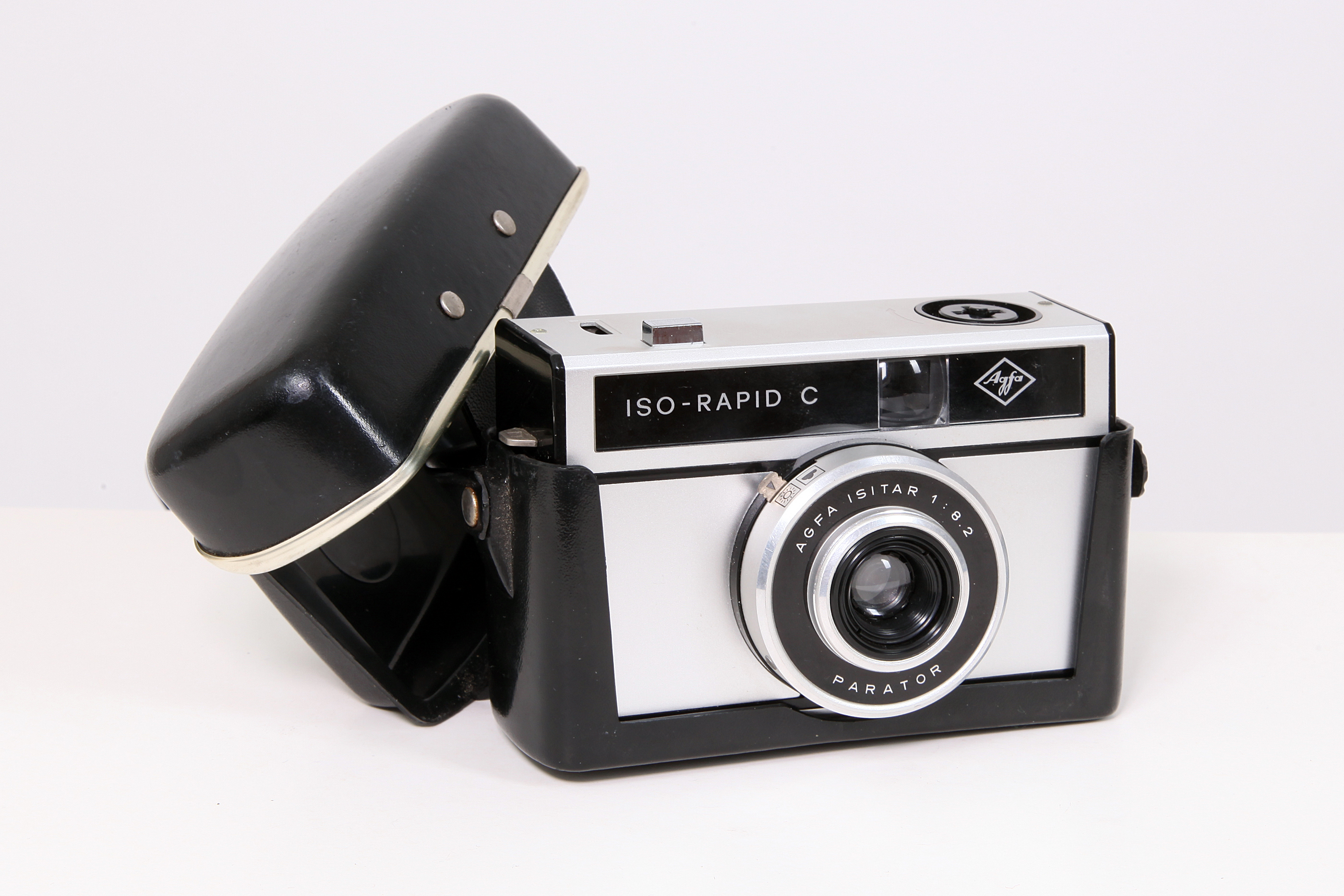
Iso-Rapid C mit Bereitschaftstasche
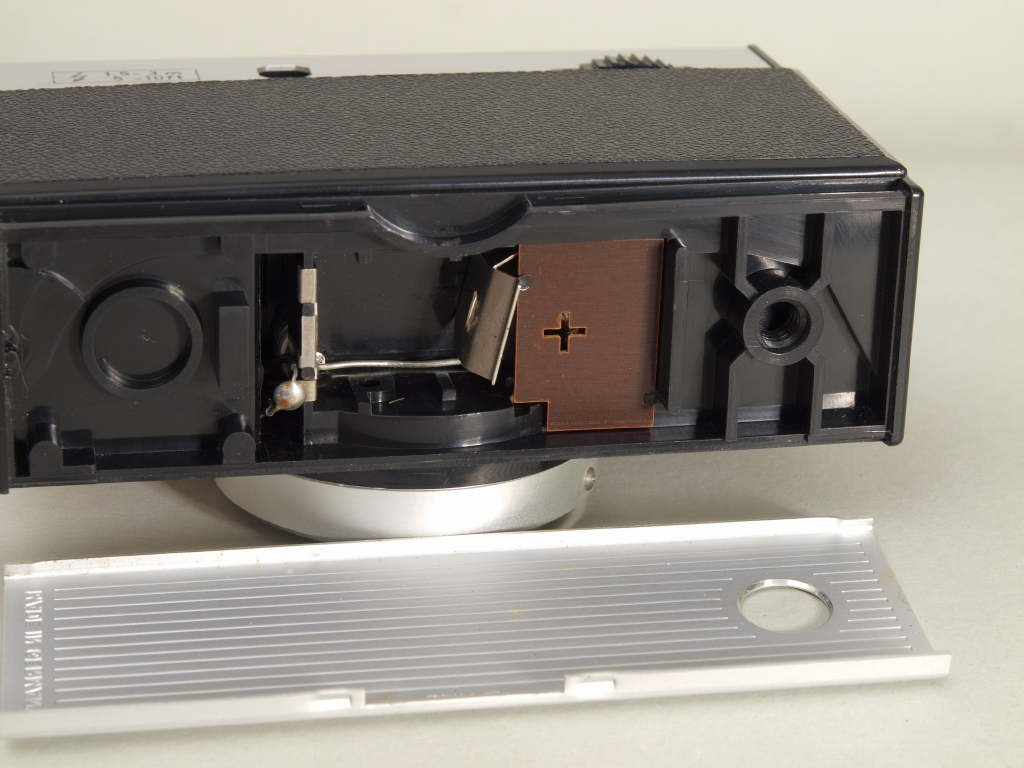
Iso-Rapid C, Batteriefach
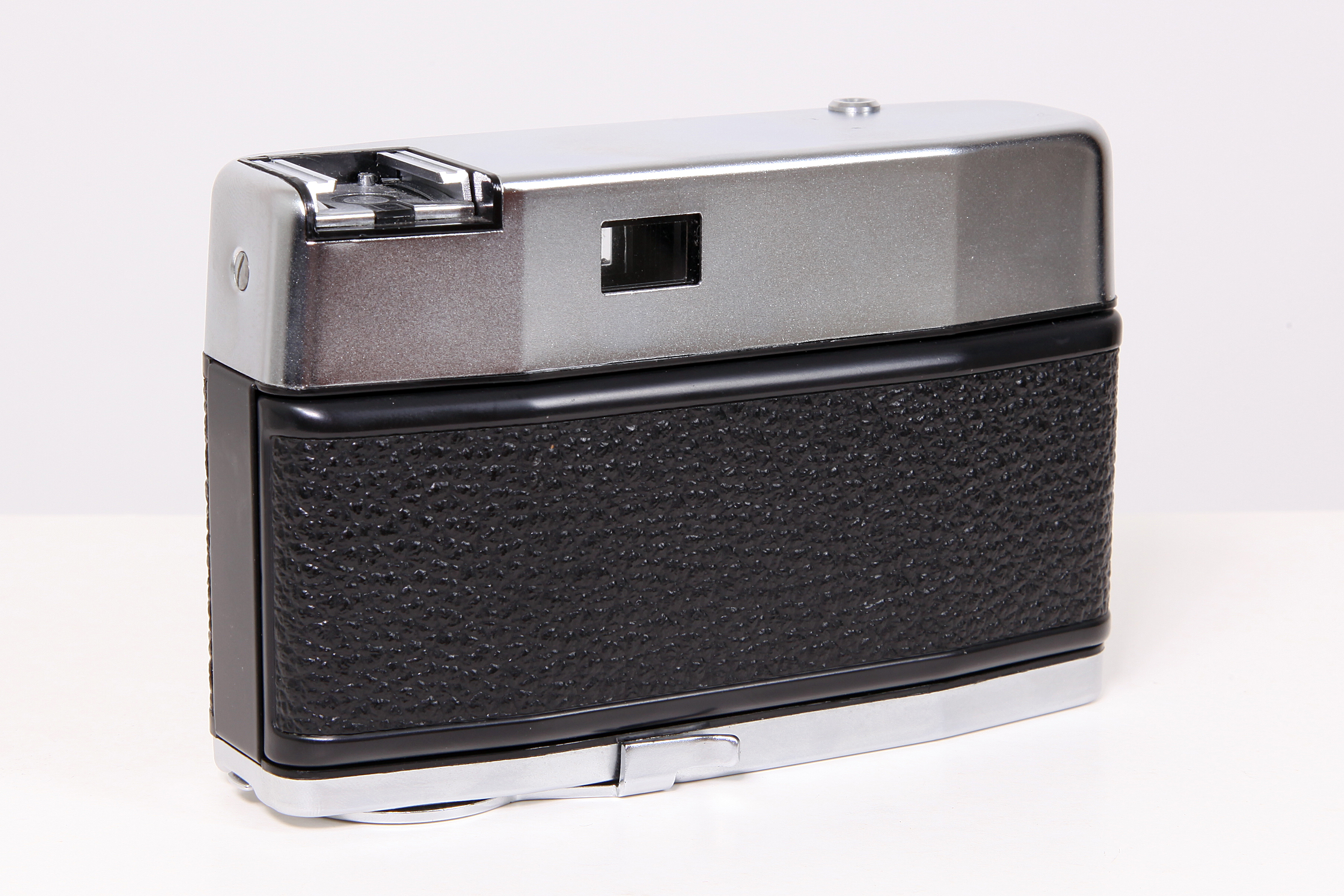
Silette Rapid, Rückansicht
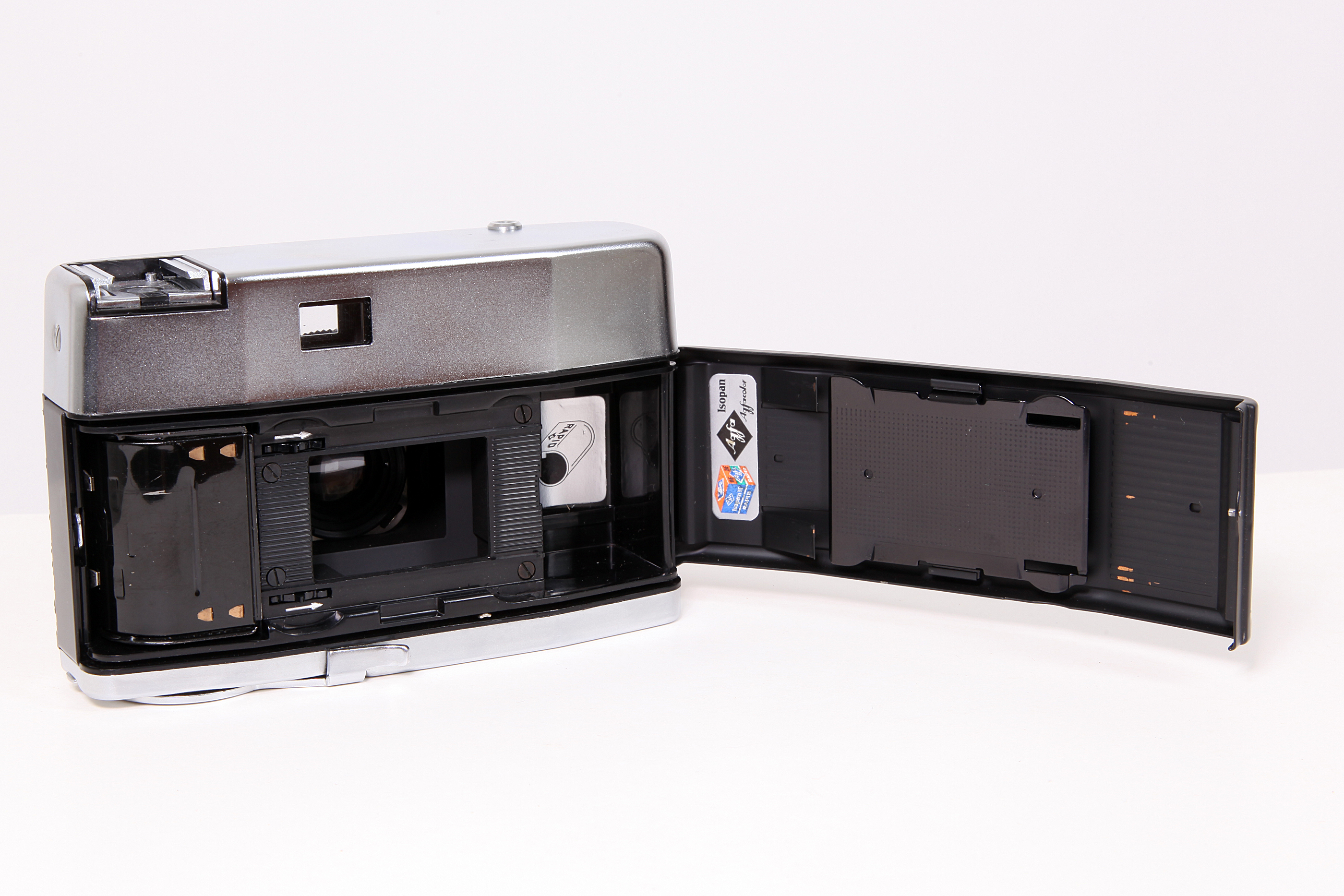
Silette Rapid geöffnet, an der Rückwand ist die Andruckplatte zu erkennen